# Chenay (Deux-Sèvres)
Chenay è un comune francese di 491 abitanti situato nel dipartimento delle Deux-Sèvres nella regione della Nuova Aquitania.

## Società

### Evoluzione demografica
Abitanti censiti